# 1983 год в Канаде
1983 год в истории Канады.

## События с датами

### Январь
- 1 января — метрическая система мер и весов официально принята на федеральном уровне, однако Британская имперская система мер и весов по-прежнему используется.
- 17 января — Колин Тэтчер уходит в отставку с поста министра энергетики и шахт Саскачевана из-за получивших широкую огласку разногласий с премьер-министром Саскачевана Грантом Девайном.
- 21 января — Джоанн Тэтчер, бывшая жена Колина Тэтчера, убита у себя дома. Её бывший супруг позже будет осуждён за это преступление.

### Февраль
- 1 февраля — в Канаде начинает работать платное телевидение.

### Март
- 4 марта — Берта Уилсон становится первой женщиной-судьёй Верховного суда Канады.

### Июнь
- 2 июня — Самолёт Air Canada рейса 797 совершает вынужденную посадку в Цинциннати, штат Огайо — в огне пожара гибнет 23 пассажира (из 41 находившегося на борту).
- 9 июня — Билл 101 о защите французского языка в Квебеке признал неконституционным.
- 11 июня — Брайан Малруни заменяет Джо Кларка на посту лидера Прогрессивно-консервативной партии Канады
- 19 июня — открытие стадиона Би-Си Плэйс в Ванкувере.

### Июль
- 23 июля — Самолёт Air Canada рейса 143, на котором кончилось топливо, делает вынужденную планирующую посадку в Гимли, Манитоба.

### Октябрь
- 1 октября — основана Северо-Атлантического Организация по сохранению лосося.

### Декабрь
- 23 декабря — Жанна Сове становится первой женщиной на посту генерал-губернатора Канады.

## Спорт
- 5 марта — Стив Подборски выигрывает золото на чемпионате мира по лыжному спорту.
- 12 июня — на автодроме имени Жиля Вильнёва в Монреале прошёл Гран-при Канады. Победителем стал французский автогонщик Рене Арну из команды Феррари, второе место занял американец Эдди Чивер из команды Рено, а третьим стал француз Патрик Тамбе из команды Феррари.
- 1 — 12 июля — в Эдмонтоне прошла XII летняя Универсиада, в которой приняли участие 2400 спортсменов из 73 стран мира. В неофициальном командном зачёте победительницей стала команда СССР — 58 золотых, 30 серебряных и 25 бронзовых медалей; 2 место у команды США — 12 золотых, 20 серебряных и 22 бронзовые медалей; 3 место у команды Канады — 9 золотых, 10 серебряных и 19 бронзовых медалей.

## Персоналии

### Верховная власть
- Глава государства (монарх) — королева Елизавета II (консорт — принц Филипп, герцог Эдинбургский)

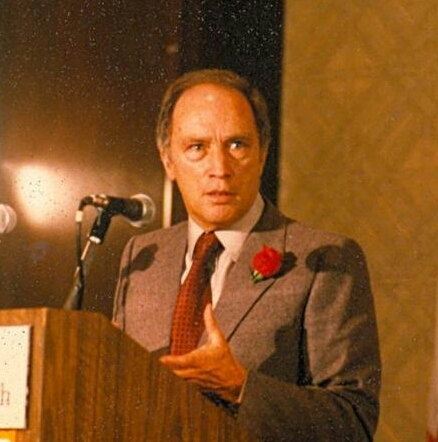
Пьер Эллиот Трюдо

### Федеральное правительство
- Генерал-губернатор — Эдвард Шреер
- Премьер-министр — Пьер Эллиот Трюдо

### Премьер-министры
- Премьер-министр Альберты — Питер Локхид
- Премьер-министр Британской Колумбии — Билл Беннетт
- Премьер-министр Манитобы — Ховард Паули
- Премьер-министр Нью-Брансуика — Ричард Хатфилд
- Премьер-министр Ньюфаундленда и Лабрадора — Брайан Пекфорд
- Премьер-министр Новой Шотландии — Джон Бучанан
- Премьер-министр Онтарио — Билл Дэвис
- Премьер-министр Острова Принца Эдварда — Джеймс Ли
- Премьер-министр Квебека — Рене Левек
- Премьер-министр Саскачевана — Грант Девайн

### Родились
- 2 февраля — Джефф Кристи, саночник
- 7 февраля — Марк Олдершоу, гребец-каноист, бронзовый призёр летних Олимпийских игр в Лондоне
- 24 февраля — Саша Эндрюс (англ. Sasha Andrews), канадская футболистка, медалист международных чемпионатов в составе сборной Канады.
- 3 марта — Оля Бергер, дзюдоистка
- 20 мая — Дэн Блэкберн, хоккеист
- 27 сентября — Джей Боумистер, хоккеист
- 4 ноября — Мелани Кок, спортсменка (гребной спорт)

### Умерли

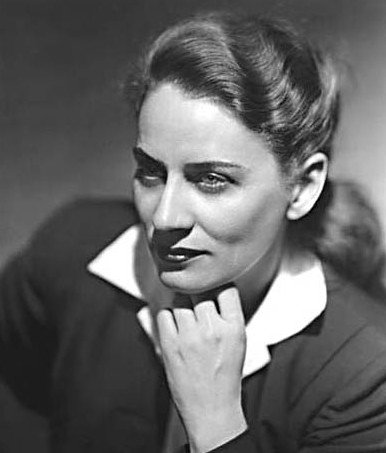
писательница Габриэль Руа

- 16 марта — Фред Роуз, политик и советский разведчик (р. 1907)
- 1 мая — Джордж Ходжсон, пловец и двукратный олимпийский чемпион (р. 1893)
- 10 мая — Леонард Марш, социолог (р. 1906)
- 2 июня — Томас Джон Бентли, политик (р. 1891)
- 2 июня — Стэн Роджерс, музыкант и композитор (р. 1949)
- 12 июня — Норма Ширер, обладатель Оскара, актриса (р. 1902)
- 27 июня — Алден Ноулан, поэт, прозаик, драматург и журналист (р. 1933)
- 11 июля — Росс Макдональд, писатель (р. 1915)
- 13 июля — Габриэль Руа, писательница (р. 1909)
- 29 июля — Рэймонд Мэсси, актёр (р. 1896)
- 2 декабря — Фифи д’Орсэ, актриса (р. 1904)